# Scheckenmühle (Heidenheim)

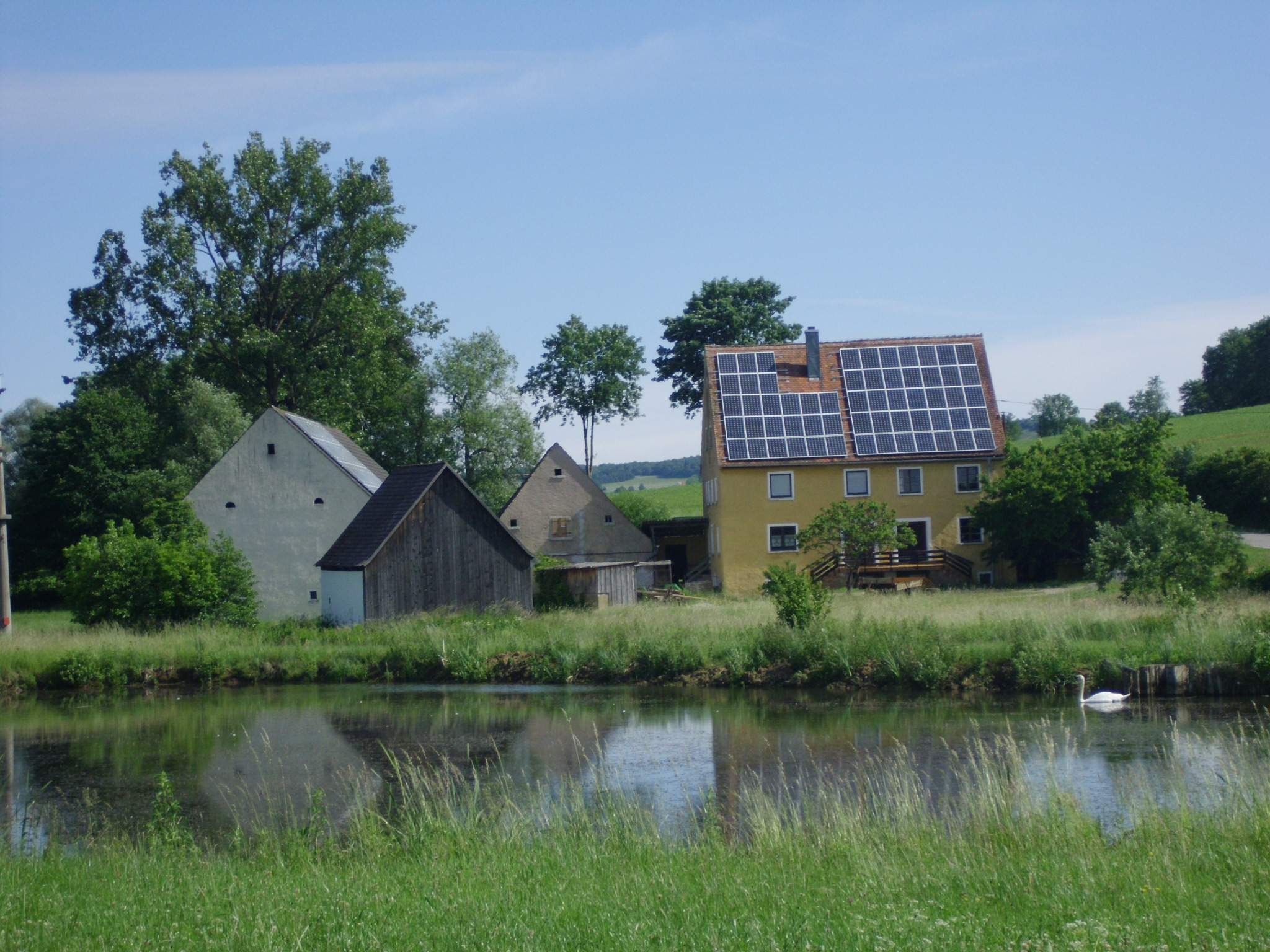
Scheckenmühle

Scheckenmühle ist ein Gemeindeteil des Marktes Heidenheim im Landkreis Weißenburg-Gunzenhausen (Mittelfranken, Bayern). Scheckenmühle liegt in der Gemarkung Heidenheim.

## Lage
Die Einöde liegt in der Fränkischen Alb im Tal der Rohrach südlich von Heidenheim und der ebenfalls zu Heidenheim gehörenden Balsenmühle sowie nördlich des Heidenheimer Gemeindeteils Hechlingen an der Staatsstraße 2384.

## Name
Die Mühle ist seit Mitte des 15. Jahrhunderts erstmals nach dem Personen- bzw. Flurnamen „Scheck“ benannt (zu mhd. „schëcke“ = „gestreift, scheckig“).

## Geschichte
Die Mühle ist erstmals 1391 als „Knollenmul“ (Mühle eines Knoll) bzw. als „Hermül“ (Mühle an der Heerstraße / an den Heeräckern) urkundlich genannt. Grundherr der Mühle war das Kloster Heidenheim. Die Mühle hatte nicht nur Reichnisse an das Kloster und nach dessen Säkularisation (1537) an das brandenburgisch-ansbachische Klosterverwalteramt Heidenheim zu leisten, sondern auch an das nürnbergisch-burggräfliche, später brandenburgisch-ansbachische Amt Hohentrüdingen, das die Vogtei über die Mühle ausübte. Die Mühlennamen und ihre Schreibweisen wechseln in den Urkunden und Salbüchern: Hermül, auf der der junge Knoll sitzt (1400), schecken mull (Mitte 15. Jahrhundert), seckenmul (1470), Schecken od(er) Hermul an der Rorach (1512), Schecke Mull (1518), Her Müll (1532), Höërmühl (1606), Heermühln (1616), Scheckenmüll (1678), Schecken oder Höhr Mühl (1732), Schecken- oder Hehrmühle (1802).
Das Heidenheimer Klostersalbuch von 1400 listet für die „Hermül“ Abgaben an Korn, Hafer, 1 Schwein nach Gunzenhausen (in Geldwert), Käse, Eier, zwei Herbsthühner und ein Fastnachtshuhn auf. Nach dem Dreißigjährigen Krieg übernahm mit Paul Höhenberger ein Exulant aus Oberösterreich die Mühle.
Am Ende des Heiligen Römischen Reichs untersteht die Mühle hochgerichtlich dem seit 1792 preußischen, ehemals markgräflichen Oberamt Hohentrüdingen und dem ehemals markgräflichen Klosterverwalteramt Heidenheim. Kirchlich ist sie der evangelischen Pfarrei Hechlingen zugeordnet.
1791/92 wurde die Mühle mit dem Markgrafentum Ansbach königlich-preußisch und 1806 königlich-bayerisch. Als 1808 Steuerdistrikte gebildet wurden, kam die Scheckenmühle mit anderen Mühlen und Einöden aus dem Besitz des ehemaligen Klosters Heidenheim in den Steuerdistrikt Heidenheim im Landgericht Heidenheim. Als zwei Jahre später die Steuerdistrikte zu Ruralgemeinden umgestaltet wurden, löste man unter anderem die Scheckenmühle aus Heidenheim heraus und gliederte sie nach Hechlingen ein. Durch das Gemeindeedikt von 1818 kam die Scheckenmühle wieder an die Gemeinde Heidenheim im gleichnamigen Landgericht zurück.
1833 bestand die Scheckenmühle aus zwei Mahlgängen und einem Gerbgang; an Grund gehörten 9,5 ha Ackerland, 3 ha Wiesen und 0,3 ha Wald dazu.
Das heutige Mühlengebäude ist nach einem Totalabriss 1950 auf der Mühlinsel neu erbaut worden; die Wasserräder wurden durch Turbinen ersetzt. Etwa zehn Jahre später wurde der Mahlbetrieb eingestellt.

### Einwohnerzahlen
- 1818: 11 Einwohner[11]
- 1824: 9 Einwohner, 1 Anwesen[11]
- 1832: 11 Einwohner[14]
- 1861: 10 Einwohner, 2 Gebäude[15]
- 1950: 8 Einwohner, 2 Anwesen[11]
- 1961: 6 Einwohner, 2 Wohngebäude[16]
- 1987: 3 Einwohner[17]
- 30. Juni 2011: 2 Einwohner[18]
- 2019: 2 Einwohner[1]

## Natur

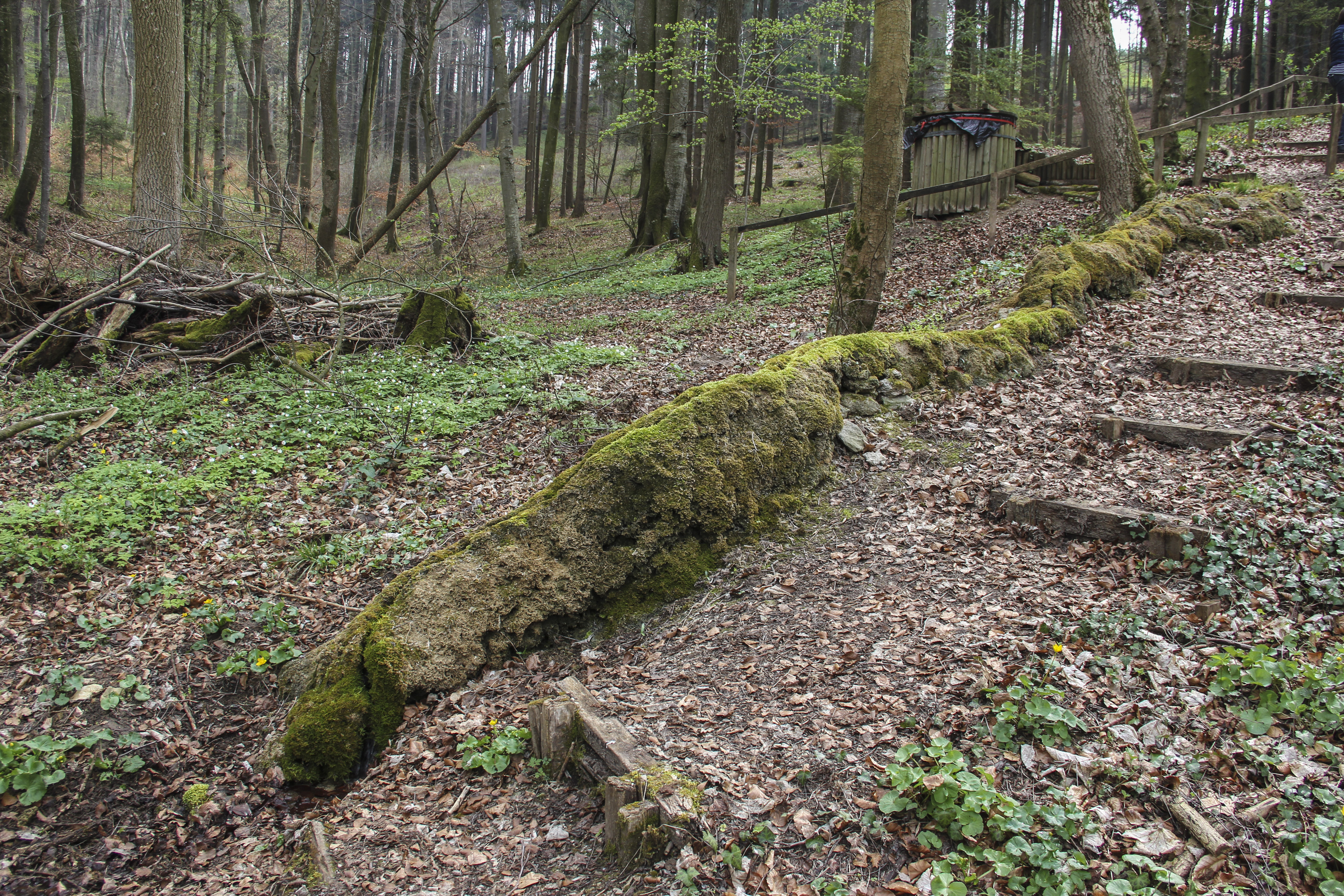
Steinerne Rinne Hechlingen

Südöstlich der Scheckenmühle liegt die etwa 15 Meter lange Steinerne Rinne bei Hechlingen. Sie ist als Geotop ausgewiesen.